# القاهرة 360 (مجلة)
القاهرة 360 هو دليل ومجلة ومنشور إلكتروني متخصص في أسلوب الحياة ومقره القاهرة، بمصر . تأسس الموقع في عام 2010 على يد وسيم التناهي، المدير الإداري للشركة الأم ميديا ريبابليك، وينشر الموقع مراجعات يومية ومقالات مميزة وأحداث أسبوعية وقوائم دور السينما ودليل الأماكن. وقد اُعتبر الموقع أول موقع في مصر يقدم خدمة توفير معلومات مفصلة عن الحياة في القاهرة.

## تاريخ
أُطلق في آذار 2010 تحت ملكية شركة الإعلان والإعلام الرقمي، ميديا ريبابليك، وصُمم القاهرة 360 بهدف توفير دليل شامل وموضوعي لسكان وزوار القاهرة، بمصر، حول المؤسسات التي تتراوح من المطاعم والحانات إلى صالونات التجميل والمعارض.
في عام 2013، وُسع الموقع وأٌعيد إطلاقه ليشمل تصميم ويب محدثًا، والعديد من التحسينات التقنية، والعديد من الميزات والوظائف، بما في ذلك إصدار محمول أخف وزنًا.

## الميزات الرئيسة
اكتسب موقع القاهرة 360 شهرة في مصر بفضل مراجعاته التي تغطي موضوعات تتراوح من الترفيه والتسوق إلى المطاعم والمعارض. بالإضافة إلى ذلك، يوفر الموقع خدمة الحجز عبر الإنترنت لتذاكر الأحداث المدرجة لديه وقسمًا لأوقات عرض الأفلام حاليًا في دور السينما. وتشمل الميزات الأخرى المقابلات وأدلة عطلة نهاية الأسبوع.

## حملات التوعية
في نيسان 2010، قامت شركة القاهرة 360 بتكليف عشر سيارات أجرة تحمل شعار الموقع بالانتظار خارج المناطق الساخنة في القاهرة وتوفير رحلات مجانية إلى أي مكان داخل المدينة من أجل زيادة الوعي بمخاطر القيادة تحت تأثير الخمور [الإنجليزية].

## حفل الاستقبال والجوائز
في عام 2010، حصل موقع القاهرة 360 على جائزة أكاديمية مصر للويب في فئة الصحافة والإعلام. وفي أعقاب الجائزة، بدأت الصحف والمجلات المحلية في الاهتمام به، حيث قامت صحيفة ديلي نيوز مصر بتكليف موقعها الإلكتروني بكتابة المراجعات والمقالات.

## المواقع الشقيقة
كانت مدونة "كايرو جوسيب" في السابق مدونة خاصة يديرها خريج مجهول من الجامعة الأمريكية بالقاهرة، وقد اكتسبت شعبية كبيرة بين شباب القاهرة كوسيلة للحصول على معلومات عن الحياة الليلية في المدينة والأخبار المحلية. استحوذت شركة جمهورية الوسائط (بالإنجليزية: Media Republic) في عام 2013 وأعادت إطلاق المدونة منذ ذلك الحين ليشمل ميزات جديدة

## روابط خارجية
- بوابة القاهرة 360 الإنجليزية
- بوابة القاهرة 360 العربية